# کوکوی کلاس
کوکوی کلاس (نام علمی: Chrysococcyx klaas) یک گونه از کوکوها از خانواده کوکویان است که بومی مناطق جنگلی جنوب صحرای آفریقا است. این نام خاص به کلاس، مرد خوی‌خویی که نمونه تایپ را جمع‌آوری کرد، احترام می‌گذارد.
این گونه در سراسر جنوب صحرای آفریقا به استثنای مناطق بسیار خشک در جنوب غربی یافت می‌شود.